# 백학초등학교 고랑포분교
백학초등학교 고랑포분교는 대한민국 경기도 연천군 장남면 원당리 678에 있었던 공립 초등학교이다.

## 연혁
- 1919. 4. 1. 고랑포공립보통학교로 개교
- 1938. 4. 1. 고랑포공립심상소학교로 개칭
- 1941. 4. 1. 고랑포공립국민학교로 개칭
- 1950. 6. 25. 6.25전쟁으로 휴교
- 1963. 6. 1. 노곡국민학교 원당분교로 개교
- 1965. 10. 27. 장남국민학교로 승격 인가
- 1966. 3. 1. 초대 기현빈 교장 취임
- 1966. 3. 6. 장남국민학교 개교
- 1967. 2. 16. 제1회 졸업식
- 1970. 2. 1. 고랑포국민학교로 교명 변경
- 1981. 3. 9. 병설유치원 개원
- 1984. 12. 20. 교사 8 개 교실 증축
- 1996. 3. 1. 고랑포초등학교로 개명
- 1998. 2. 13. 제66 회 졸업식
- 1998. 3. 1. 제13대 이석배 교장 취임
- 1998. 3. 1. 4학급 편성
- 2002. 3. 1. 폐교